# Sehunou
Sehunou est une ville du Botswana.